# Antica Polić
Antica Polić (rođ. Miloš ) je hrvatska i indijska plivačica i plivačka trenerica iz Hreljina. Višestruka je indijska državna prvakinja i rekorderka. 
U Indiji je provela ranu mladost od 12. do 18. godine života, živeći s obitelji koju je u Indiju doveo njen otac koji je radio kao zastupnik ondašnje Jugolinije (kasnije Croatia Line, brodarska kompanija) u Mumbaiju.
Ondje se natjecateljski bavila plivanjem. Bila je državna rekorderka indijske savezne države Maharashtre u svim natjecateljskim disciplinama osim u prsnom stilu. Na razini cijele Indije počela je kao druga iza slavne Rime Dutte. U 100 metara slobodnim stilom Antica Miloš bila je najbolja indijska plivačica i nacionalna rekorderka. Naslove je osvojila 1965. i 1967. godine.
Dok je pohađala srednju školu, izabrana je za trenericu ("Head Girl")[Je li ovo nešto slično kao trenerica?] u srednjoj školi Cathedarl & John Connon High school u Bombaju (sada Mumbai). Veliko je priznanje dobila i kao učenica: bila je izabrana u školska upravna tijela kao učenička predstavnica što su prije nje bile samo Indijke ili Britanke. 1969. se godine vratila u Hrvatsku. Diplomirala je ekonomski fakultet i vodi financijske poslove u malom poduzeću. Živi u Hreljinu, majka dvije odrasle kćerke.